# Rhyolite
Rhyolite è una città fantasma nella Contea di Nye nel Nevada. Si trova all'interno della piccola catena montuosa denominata Bullfrog Hills a circa 120 mi (193,1 km) Nord-Ovest da Las Vegas e vicino al bordo Est della Valle della Morte.

## Storia

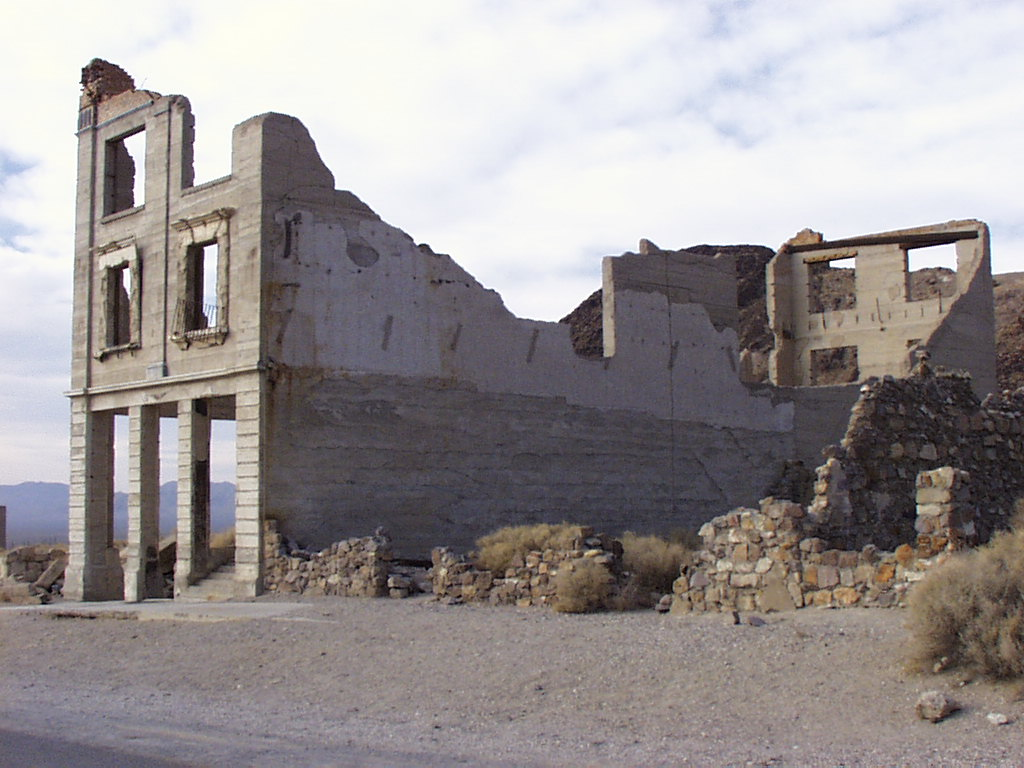
Le rovine della Banca Cook

La città iniziò a svilupparsi all'inizio del 1905 come campo per minatori. Durante il periodo della Corsa all'oro migliaia di cercatori d'oro, imprenditori edili e minatori si insediarono in quello che veniva chiamato il distretto minerario di Bullfrog (in inglese Bullfrog Mining District). Molti di essi si insediarono a Rhyolite che era posta in una conca riparata del deserto vicino alla miniera di Montgomery Shoshone (in inglese Montgomery Shoshone Mine).
L'industriale Charles M. Schwab acquistò la miniera di Montgomery Shoshone nel 1906 e vi investì pesantemente in infrastrutture portando così l'acqua, l'energia elettrica e la ferrovia che servivano sia la miniera che la città. Nel 1907 Rhyolite era dotata di corrente elettrica, di acqua lungo le strade e del telefono. Erano poi presenti giornali, un ospedale, una scuola, un teatro ed una Borsa valori.
Stime pubblicate sulla popolazione variano ampiamente. Secondo fonti accademiche tuttavia si stima abitassero nella città, tra il 1907 ed il 1908, dalle 3 500 alle 5 000 persone.
Rhyolite declinò rapidamente come rapidamente crebbe. Il filone più ricco di roccia che conteneva minerali preziosi si esaurì e la produzione calò. Alla fine del 1910 la miniera operava già in perdita e chiuse definitivamente l'anno seguente cosicché molte persone si trasferirono e la popolazione di Rhyolite crollò sotto le mille unità. Già nel 1920 il numero di abitanti era prossimo allo zero.
Dopo il 1920 Rhyolite e le sue rovine divennero un'attrazione turistica ed anche il set di numerose produzioni cinematografiche.